# Llista de paraules llatines i gregues sovint usades en taxonomia
| Terme                     | Idioma (L- llatí, G- grec) | Català         | Exemple                                          |
| alba / albus              | L                          | Blanc          | Àlber, Populus alba                              |
| arctos                    | L                          | del nord       | Os bru, Ursus arctos                             |
| armeniaca                 | L                          | d'Armènia      | Albercoquer, Prunus armeniaca                    |
| arvensis                  | L                          | del camp       | Convolvulus arvensis                             |
| australis-                | L                          | del sud        | Canyís, Phragmites australis                     |
| cephalus                  | G                          | Cap            | Tallarol capnegre, Sylvia melanocephala          |
| diplo-                    | G                          | Doble          | Ravenissa blanca, Diplotaxis erucoides           |
| domesticus                | L                          | de la casa     | Pardal, Passer domesticus                        |
| dulcis                    | L                          | Dolç           | Ametller, Prunus dulcis                          |
| edulis                    | L                          | Comestible     | Sapote blanc de Mèxic, Casimiroa edulis          |
| flora                     | L                          | Flor           | Bruc d'hivern, Erica multiflora                  |
| folius                    | L                          | Fulla          | Fals aladern, Phillyrea latifolia                |
| indicus                   | L                          | de l'Índia     | Figuera de moro, Opuntia ficus-indica            |
| lutea                     | L                          | Groc           | Abellera groga, Ophrys lutea                     |
| major                     | L                          | més gran       | Mallerenga carbonera, Parus major                |
| minor                     | L                          | més petit      | Om, Ulmus minor                                  |
| montana/montanus          | L                          | de la muntanya | Àrnica, Arnica montana                           |
| niger                     | L                          | Negre          | Falzia negra, Asplenium adiantum-nigrum          |
| officinalis               | L                          | Medicinal      | Espàrrec, Asparagus officinalis                  |
| penta-                    | G                          | Cinc           | Botja d'escombres, Dorycnium pentaphyllum        |
| phyllo                    | G                          | Fulla          | Tell de fulla gran, Tilia platyphyllos           |
| ruber                     | L                          | Roig           | Quercus rubra                                    |
| sativa / sativus /sativum | L                          | Conreada       | Castanyer, Castanea sativa                       |
| sinensis                  | L                          | de la Xina     | Taronger, Citrus sinensis                        |
| tetra-                    | G                          | Quatre         | Trèvol de mamella de vaca, Anthyllis tetraphylla |
| viridis                   | L                          | Verd           | Llangardaix verd, Lacerta viridis                |
| vulgaris                  | L                          | Comú           | Bruguerola, Calluna vulgaris                     |